# Campionato europeo femminile under 18 di pallavolo 1997
Il campionato europeo pre-juniores di pallavolo femminile 1997 si è svolto dal 25 al 30 marzo 1997 a Banská Bystrica e Púchov, in Slovacchia. Al torneo hanno partecipato 8 squadre nazionali europee e la vittoria finale è andata per la prima volta alla Russia.

## Gironi
Dopo la prima fase a gironi, le prime due classificate hanno acceduto alle semifinali per il primo posto, mentre le ultime due classificate hanno acceduto alle semifinali per il quinto posto.
| Girone A                           | Girone B                            |
| ---------------------------------- | ----------------------------------- |
| Bielorussia Italia Polonia Ucraina | Croazia Rep. Ceca Russia Slovacchia |

## Fase finale - Púchov

### Finali 1º - 3º posto
|  | Semifinali | Semifinali | Semifinali |         |        | 1º/2º posto | 1º/2º posto | 1º/2º posto |  |
|  |            |            |            |         |        |             |             |             |  |
|  | Russia     | Russia     | 3          |         |        |             |             |             |  |
|  | Russia     | Russia     | 3          |         |        |             |             |             |  |
|  | Polonia    | Polonia    | 1          |         |        |             |             |             |  |
|  | Polonia    | Polonia    | 1          |         | Russia | Russia      | 3           |             |  |
|  |            |            |            |         | Russia | Russia      | 3           |             |  |
|  |            |            | Croazia    | Croazia | 1      |             |             |             |  |
|  | Croazia    | Croazia    | Croazia    | Croazia | 1      | 3           |             |             |  |
|  | Croazia    | Croazia    |            |         |        | 3           |             |             |  |
|  | Ucraina    | Ucraina    | 2          |         |        | 3º/4º posto | 3º/4º posto | 3º/4º posto |  |
|  | Ucraina    | Ucraina    | 2          |         |        |             |             |             |  |
|  |            |            |            |         |        |             |             |             |  |
|  |            |            |            |         |        | Polonia     | Polonia     | 3           |  |
|  |            |            |            |         |        | Polonia     | Polonia     | 3           |  |
|  |            |            |            |         |        | Ucraina     | Ucraina     | 0           |  |

### Finali 5º - 7º posto
|  | Semifinali  | Semifinali  | Semifinali  |             |        | 5º/6º posto | 5º/6º posto | 5º/6º posto |  |
|  |             |             |             |             |        |             |             |             |  |
|  | Italia      | Italia      | 3           |             |        |             |             |             |  |
|  | Italia      | Italia      | 3           |             |        |             |             |             |  |
|  | Rep. Ceca   | Rep. Ceca   | 1           |             |        |             |             |             |  |
|  | Rep. Ceca   | Rep. Ceca   | 1           |             | Italia | Italia      | 3           |             |  |
|  |             |             |             |             | Italia | Italia      | 3           |             |  |
|  |             |             | Bielorussia | Bielorussia | 1      |             |             |             |  |
|  | Bielorussia | Bielorussia | Bielorussia | Bielorussia | 1      | 3           |             |             |  |
|  | Bielorussia | Bielorussia |             |             |        | 3           |             |             |  |
|  | Slovacchia  | Slovacchia  | 0           |             |        | 7º/8º posto | 7º/8º posto | 7º/8º posto |  |
|  | Slovacchia  | Slovacchia  | 0           |             |        |             |             |             |  |
|  |             |             |             |             |        |             |             |             |  |
|  |             |             |             |             |        | Slovacchia  | Slovacchia  | 3           |  |
|  |             |             |             |             |        | Slovacchia  | Slovacchia  | 3           |  |
|  |             |             |             |             |        | Rep. Ceca   | Rep. Ceca   | 0           |  |

## Classifica finale
| Classifica | Squadre     |
| ---------- | ----------- |
|            | Russia      |
|            | Croazia     |
|            | Polonia     |
| 4          | Ucraina     |
| 5          | Italia      |
| 6          | Bielorussia |
| 7          | Slovacchia  |
| 8          | Rep. Ceca   |